# Nebotornet

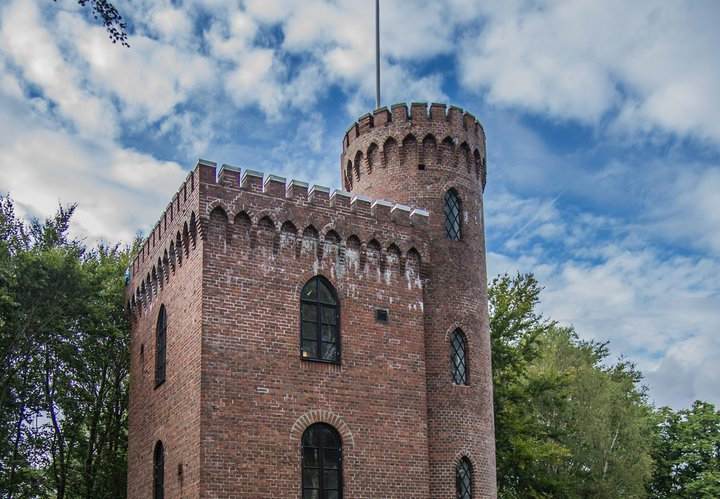
Nebotornet i Veinge.

Nebotornet är ett utkikstorn på en höjd vid Ramshallsberget i Veinge. Detta berg ligger 79 meter över havet, och tornet är 18 meter högt. Tornet uppfördes år 1926 av grosshandlare Joel Paulsson från Halmstad.
Från Nobotornet kunde man vid god sikt se 24 kyrkor — från Hov längst i sydväst, via Hishult i sydost och Kvibille i nordväst till Breared i nordost.  
Tornet fick namnet Nebo, vilket enligt Bibeln var namnet på det berg varifrån Moses skådade in i Kanaans land.